# مطار تمنهنت الدولي

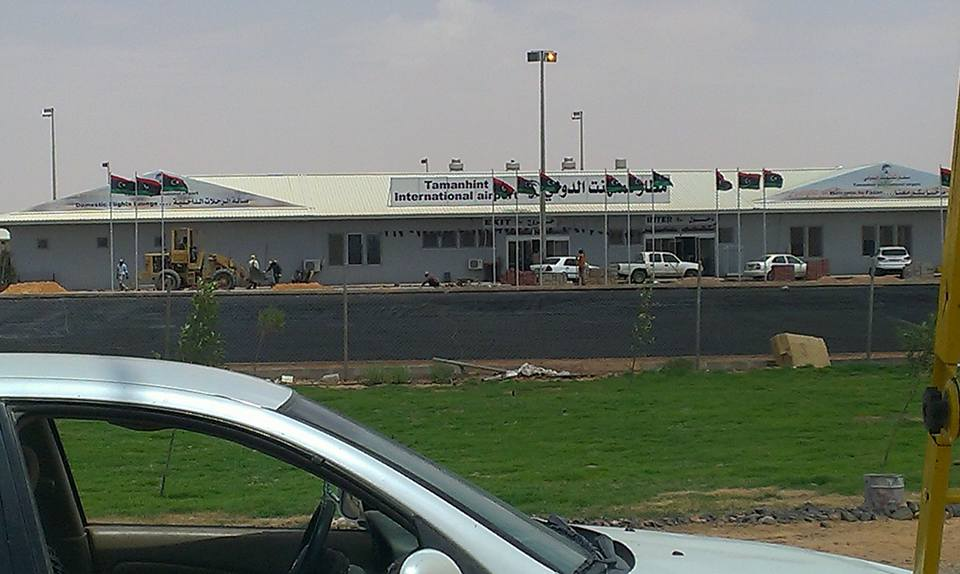
صورة مطار تمنهنت الدولي

مطار تمنهنت الدولي يقع في منطقةتمنهنت في جنوب ليبيا، افتتح في يوم الثلاثاء 16 يونيو 2015م.

تبعد تمنهنت من مدينة سبها 30 كليو متر تقريباً وتعتبر منطقة صغيرة مقارنة بمدينة سبها.

## شركات الطيران
| الشركات                 | الوجهات |
| ----------------------- | ------- |
| الخطوط الجوية الأفريقية | طرابلس  |